# Tel Aviv (distrikt)
Tel Aviv är ett distrikt i västra Israel med en yta på 176 kvadratkilometer och 1 221 600  invånare. Distriktets huvudstad är Tel Aviv.